# Shine a Light
Shine a Light ist ein Konzertfilm aus dem Jahr 2008 von Regisseur Martin Scorsese über die Band The Rolling Stones. Er wurde im Herbst 2006 im New Yorker Beacon Theatre gedreht. Als Gastmusiker treten neben den Rolling Stones Jack White, Buddy Guy und Christina Aguilera auf. Der erste von zwei Konzertabenden in dem Theater war Bestandteil einer Benefizveranstaltung des amerikanischen Ex-Präsidenten Bill Clinton, der mit seiner Ehefrau Hillary Clinton im Film zu sehen ist.
Weltpremiere feierte Shine a Light am 7. Februar 2008 als Eröffnungsfilm der Internationalen Filmfestspiele Berlin (Berlinale); im April des Jahres kam er ins Kino. Im selben Monat erschien das gleichnamige Soundtrack-Album zum Film.
Der Filmtitel zitiert das Rolling-Stones-Lied Shine a Light, das die Band 1972 auf ihrem Album Exile on Main Street veröffentlichte.

## Inhalt
Scorseses Film dokumentiert das Geschehen während und im Vorfeld zweier Konzerte der Rolling Stones, die am 29. Oktober und 1. November 2006 im New Yorker Beacon Theatre stattfanden.
Die Musikdarbietungen stehen dabei im Vordergrund und machen mit etwa 90 Minuten den Hauptteil des Films aus.
Das erste Konzert war Bestandteil einer anlässlich des 60. Geburtstags des ehemaligen US-Präsidenten Bill Clinton organisierten Benefizveranstaltung für dessen Stiftung, die William J. Clinton Foundation.
Clintons Eröffnungsrede und weitere Bilder von diesem Drehtag flossen in den Film ein. Der Großteil des verwendeten Filmmaterials, darunter sämtliche Konzertaufnahmen, stammt jedoch vom zweiten Abend.
Durch den Schnitt entsteht der Eindruck einer einzigen Veranstaltung.
Der Konzertmitschnitt wird ergänzt um eingestreute historische Film- und Fernsehaufnahmen von Interviews und Episoden aus der Bandgeschichte. Neben anderen Aspekten zieht sich die Langlebigkeit der Band thematisch durch dieses Archivmaterial. So werden Leadsänger Mick Jagger und Gitarrist Keith Richards von Journalisten wiederholt mit der Frage konfrontiert, wie lange die Rolling Stones denn noch beabsichtigen Musik zu machen. Die Rückblicke beschränken sich auf die Besetzung von 2006, ehemalige Bandmitglieder werden nicht angesprochen.
Ereignisse im Zusammenhang mit der Vorbereitung der Dreharbeiten und kurz vor dem Auftritt leiten den Film ein, wobei der Regisseur auf humorvolle Weise insbesondere seine Schwierigkeiten in Szene setzt, den Dreh im Einklang mit Mick Jagger zu planen. Thematisiert werden unter anderem Jaggers Sorge, die vielen Kameras könnten sich als hinderlich für die Musiker und störend für das Publikum erweisen, sowie Scorseses vergeblicher Versuch, zwecks Konzipierung der Kameraführung die Setlist von Jagger noch vor dem Auftritt zu erhalten. Eine Sequenz zeigt, wie die Rolling Stones das Ehepaar Bill und Hillary Clinton sowie dessen Gäste (darunter Hillary Clintons Mutter und Polens früheren Präsidenten Aleksander Kwaśniewski) begrüßen, es folgt ein Ausschnitt aus Clintons Ansprache.
Mit der Ansage vom 1. November wird die Band angekündigt, während vor dem Theater die Kamera im Sturzflug aus großer Höhe auf den leuchtenden Schriftzug „Beacon Theatre – The Rolling Stones“ am Vordach des Gebäudes hinabfährt. Scorsese bekommt im letzten Moment die Setlist in die Hand gedrückt und das Konzert beginnt.
Die Rolling Stones interpretieren folgende Lieder in der angegebenen Reihenfolge, unterstützt werden sie von mehreren Begleitmusikern sowie drei prominenten Gästen – Jack White, Buddy Guy und Christina Aguilera. Kompositionen und Texte stammen, sofern nicht anders angegeben, von Mick Jagger und Keith Richards:
1. Jumpin’ Jack Flash
2. Shattered
3. She Was Hot
4. All Down the Line
5. Loving Cup – mit Jack White
6. As Tears Go By (Mick Jagger/Keith Richards/Andrew Loog Oldham)
7. Some Girls
8. Just My Imagination (Norman Whitfield/Barrett Strong)
9. Far Away Eyes
10. Champagne & Reefer (Muddy Waters) – mit Buddy Guy
11. Tumbling Dice
12. Vorstellung der Bandmitglieder
13. You Got the Silver – gesungen von Keith Richards
14. Connection – gesungen von Keith Richards, unterbrochen durch Archivmaterial
15. Sympathy for the Devil
16. Live with Me – mit Christina Aguilera
17. Start Me Up
18. Brown Sugar
19. (I Can’t Get No) Satisfaction

In einer langen Fahrt folgt die Kamera der Band nach dem Konzert auf ihrem Weg hinter die Bühne, überholt sie und verlässt das Theater durch eine Tür, woraufhin sie unter Scorseses Regieanweisung »Up, up!« (‚Nach oben, nach oben!‘) in einer Umkehrung jener Kamerafahrt, die den Auftrittsbeginn markiert, über die Köpfe von jubelnden Fans und Journalisten hinweg immer höher aufsteigt, erneut den Blick auf die Leuchtschrift am Vordach des Beacon Theaters einfängt, dann zwischen den Wolkenkratzern des nächtlichen New York dahinfliegt und schließlich in einer Aufsicht auf die entfernte Stadt zum Stillstand kommt. Der Mond verwandelt sich in eine herausgestreckte Zunge, das Logo der Band. Musikalisch untermalt wird diese letzte Szene von dem Rolling-Stones-Lied Shine a Light, das einsetzt, während sich die Kamera rückwärts von den Lichtern des Theaters und der Stadt fortbewegt, und dann in den Abspann überleitet.
Der nur unvollständig zu hörende Mitschnitt wird im Abspann von dem ebenfalls nur ausschnittsweise erklingenden ‚Stones‘-Song Wild Horses abgelöst, improvisiert bei den Proben als stark abgewandelte Akustikversion mit Mundharmonika anstelle des üblichen Gesangs. Den Abschluss bildet ein von Keith Richards komponiertes und auf der Akustikgitarre gespieltes Stück namens Only Found Out Yesterday.

## Produktionshintergrund
Der Film wurde von Steve Bings Produktionsfirma Shangri-LA Entertainment und von Concert Productions International, dem Unternehmen des Tourneeveranstalters der A-Bigger-Bang-Tournee der Rolling Stones, Michael Cohl, produziert und finanziert. Produzentin Victoria Pearman ist Geschäftsführerin der mit Mick Jagger gegründeten Produktionsfirma Jagged Films. Mick Jagger, Keith Richards, Charlie Watts und Ron Wood fungierten als Executive Producers. Darüber hinaus war Martin Scorseses Produktionsfirma Sikelia Productions beteiligt.
Mick Jagger hatte die Absicht für einen Film über die 2005 begonnene A-Bigger-Bang-Tournee ein Gratiskonzert großen Ausmaßes am Strand von Copacabana in Rio de Janeiro drehen zu lassen, das die Rolling Stones dort am 18. Februar 2006 gaben. Bei der Suche nach einem geeigneten Regisseur fiel die Wahl auf Martin Scorsese. Dieser sagte zu, fand jedoch, es entspräche eher seinen Vorstellungen, die Musikgruppe in einer intimeren Atmosphäre aufzunehmen. Er wollte das Augenmerk auf die Interaktion zwischen den einzelnen Bandmitgliedern legen und dem Kinopublikum das Gefühl geben, sich gemeinsam mit den Rolling Stones auf der Bühne zu befinden. Daher zog er die kleine Theaterbühne einem großen Veranstaltungsort vor.
Im Rahmen der A-Bigger-Bang-Tournee hatten die Rolling Stones bis dahin nur vor großem Publikum gespielt, ein Auftritt an einem kleinen Ort wie dem Beacon Theatre war nicht vorgesehen.
Die Veranstaltung wurde in den Filmtrailern als Unterbrechung der Stadiontournee, „um mit einigen Freunden im Beacon Theater, New York ein Konzert zu geben“, beworben.
Das erste Konzert war Bestandteil einer von Bill Clinton und seiner Familie organisierten dreitägigen Wohltätigkeitsveranstaltung mit diversen Aktivitäten anlässlich seines 60. Geburtstages im August. An welchen Programmpunkten ein Gast teilnehmen konnte, richtete sich nach dem von ihm für die William J. Clinton Foundation gespendeten Geldbetrag. Eingeladen wurde, wer mindestens 60.000 US-Dollar spendete, wofür er unter anderem einen Zuschauerplatz in dem Konzert erhielt. Ab einem Betrag von 500.000 Dollar bekam der Spender im Rahmen des umfangreichsten Angebotspaketes außerdem einen Backstageausweis. Für den wohltätigen Zweck stellten die Rolling Stones der Stiftung einen Teil der Konzertkarten für den 29. Oktober zur Verfügung. Der mit Bill Clinton befreundete Produzent Steve Bing agierte während der drei Veranstaltungstage als einer von mehreren ehrenamtlichen Gastgebern.
Um alle interessanten Momente auf der Bühne zu erwischen, setzten Scorsese und Kameramann Robert Richardson eine große Anzahl Kameras auf engem Raum ein (sechzehn 35-mm-Filmkameras von Arri und eine digitale Kinokamera des Typs Panavision Genesis), die sich gegenseitig ergänzen und bei einem Filmwechsel füreinander einspringen konnten.
Für Schwarz-Weiß-Aufnahmen kamen zwei 16-mm-Filmkameras von Arri zum Einsatz, mit denen abseits der Bühne Bilder für die Filmeinleitung gedreht wurden.
Zu dem Kamerateam unter der bildgestaltenden Leitung Richardsons gehörten neben anderen Mitchell Amundsen, Stuart Dryburgh, Robert Elswit, Ellen Kuras, Andrew Lesnie, Emmanuel Lubezki, Declan Quinn und John Toll.
Insgesamt dauerten die Dreharbeiten fünf Tage – an zweien fanden die Konzerte statt, drei waren für Probeaufnahmen vorgesehen.
Die Planung der Kameraarbeit wurde dadurch erschwert, dass die Kommunikation zwischen Martin Scorsese und der Band bis einige Zeit vor dem Dreh größtenteils über Telefongespräche abgewickelt werden musste, wie in der Anfangssequenz des Films humoristisch angedeutet, da sich die Rolling Stones auf Tournee befanden und Scorsese andernorts mit der Fertigstellung seines Thrillers Departed – Unter Feinden beschäftigt war.
Die Darstellung im Film, der zufolge Martin Scorsese die Setlist erst im Augenblick des Auftritts erhielt, ist eine bewusst überspitzte Inszenierung des tatsächlichen Ablaufs.
Keyboarder Chuck Leavell zufolge hatte Scorsese bei Beginn der Proben im Beacon Theatre am 24. Oktober bereits seit etwa sechs Wochen immer wieder um eine Setlist gebeten, weshalb man ihm zumindest eine Reihe sehr wahrscheinlich vorkommender Titel an die Hand gegeben hatte. Ihre endgültige Songauswahl traf die Band jedoch erst in den Räumlichkeiten des Theaters.
Die Setlist für das Konzert am 29. Oktober wurde schließlich in den letzten Stunden vor dem Auftritt fertiggestellt.
Bei der Liste für die im Film gezeigte zweite Show war das laut Scorsese nicht anders. Er hatte sich allerdings nach dem ersten Konzert im Beacon Theatre bereits auf ein vermutlich ähnliches Programm für den kommenden Abend eingestellt und war daher kurz vor dem Auftritt nicht so unvorbereitet wie es der Film nahelegt.
Die Setlist des zweiten Konzerts ist dann auch größtenteils mit der des vorangegangenen identisch. An keinem der beiden Abende spielten die Rolling Stones Stücke vom damals aktuellen Studioalbum A Bigger Bang, das der laufenden Tournee ihren Namen gab.
Beim Schneiden des Films entschied man sich, den Auftritt vom 1. November in die Dokumentation zu übernehmen, da sowohl das Konzert als auch die Kameraarbeit wesentlich besser gewesen seien als am 29. Oktober, der Band und Filmteam in gewisser Weise als Generalprobe diente.
Ein Grund dürfte gewesen sein, dass Mick Jagger, der bereits während der Proben im Beacon Theatre am 24., 25. und 26. Oktober unter Problemen aufgrund einer Überanstrengung seiner Stimme litt, laut Leavell am ersten Abend in einer schlechteren gesanglichen Verfassung als am zweiten Abend war.
Seine Stimmprobleme führten dazu, dass ein im Rahmen der Tournee am 27. Oktober anstehender Auftritt in Atlantic City kurzfristig auf einen späteren Termin verschoben und das ursprünglich für den 31. Oktober geplante zweite Konzert im Beacon Theatre auf den 1. November verlegt wurde.
Die tatsächliche Reihenfolge der Darbietungen wurde im Film beibehalten, jedoch wurden die Stücke I’m Free (nach As Tears Go By) und Honky Tonk Women (nach Live with Me) ausgelassen, um den Film auf eine geplante Länge von zwei Stunden zu bringen.
Das zwischengeschnittene Archivmaterial zeigt kurze Ausschnitte von aufgezeichneten Pressekonferenzen, Fernsehsendungen und Filmen diverser Länder (USA, Kanada, Großbritannien, Dänemark, Frankreich, Deutschland, Japan, Australien) aus dem Zeitraum 1964–1999.
Darunter sind die von Andrew Loog Oldham produzierte frühe Rolling-Stones-Musikdokumentation Charlie Is My Darling und drei kurze Werbefilme für die Band zu deren Lied Have You Seen Your Mother Baby, Standing in the Shadow, die als Vorläufer der ersten Musikvideos gelten können (beide unter Regie von Peter Whitehead, 1966); zu den Fernsehsendungen, denen Material entnommen wurde, gehören das britische investigative Magazin World in Action und die US-amerikanische Dick Cavett Show.
Laut Toningenieur Bob Clearmountain, der den Ton im Beacon Theatre aufnahm und später unterschiedliche Abmischungen für die verschiedenen Veröffentlichungsformen (Kino, IMAX, DVD, Soundtrack-Album) erstellte, wurden fast keine Overdubs verwendet. Lediglich etwa vier Sekunden eines Solos von Ron Wood, das diesem missfiel, seien nachträglich im Studio eingespielt worden. Darüber hinaus habe er mithilfe technischer Mittel an wenigen Stellen Fehler, etwa einen falsch gespielten Ton, korrigiert. Overdubs und andere Formen der Nachbearbeitung sind bei Veröffentlichungen von als live geltenden Aufnahmen nicht selten und können die tatsächliche Konzertsituation im Extremfall stark verfälschen.
Auf Anweisung von Scorsese („I want to hear what I’m seeing on the screen.“ – ‚Ich möchte hören, was ich auf der Leinwand sehe.‘) produzierte Clearmountain für den Kinofilm und die DVD Abmischungen mit wechselnder Hörerperspektive, in denen dasjenige Instrument akustisch in den Vordergrund gesetzt und dadurch etwas lauter hörbar wird, das zeitgleich im Bild zu sehen ist.
Im Abspann wird der Film Ahmet Ertegün gewidmet, dem Mitgründer von Atlantic Records. Ertegün stürzte am ersten Tag der Konzertaufzeichnung in einem „Rattlesnake Inn“ genannten Bereich hinter der Bühne und erlitt schwere Kopfverletzungen, an deren Folgen er am 14. Dezember 2006 verstarb.
Den Filmtitel, der das Rolling-Stones-Lied Shine a Light – ‚Das Licht [auf etwas] richten‘ – zitiert, wählte Scorsese um auszudrücken, dass er der Rockband in den Kulissen des Beacon Theaters für einen Augenblick besonderen Glanz verleihen und die Bedeutung ihrer Musik sowohl kulturell als auch für ihn persönlich beleuchten wollte.
Shine a Light ist nicht der erste Film Scorseses, in dem Musik der Rolling Stones vorkommt. Der Regisseur fühlte sich im Laufe seines Lebens immer wieder davon inspiriert und setzte sie entsprechend häufig als Filmmusik in seinen Spielfilmen ein. Bereits dreimal hatte er bis zum Dreh etwa den Titel Gimme Shelter verwendet (in den Filmen GoodFellas – Drei Jahrzehnte in der Mafia, Casino und Departed – Unter Feinden).
Weitere Musikfilme, bei denen Scorsese Regie führte, sind das Musical New York, New York (1977), der Konzertfilm The Band – The Last Waltz (1978), das Musikvideo für Michael Jacksons Popsong Bad (1987) sowie die Dokumentarfilme Feel like Going Home (2003) über die Geschichte des Blues, No Direction Home (2005) über Bob Dylan und George Harrison – Living in the Material World (2011). Bei dem Dokumentarfilm Woodstock (1970) über das gleichnamige Musik-Festival von 1969 wirkte er am Schnitt mit.

## Veröffentlichung

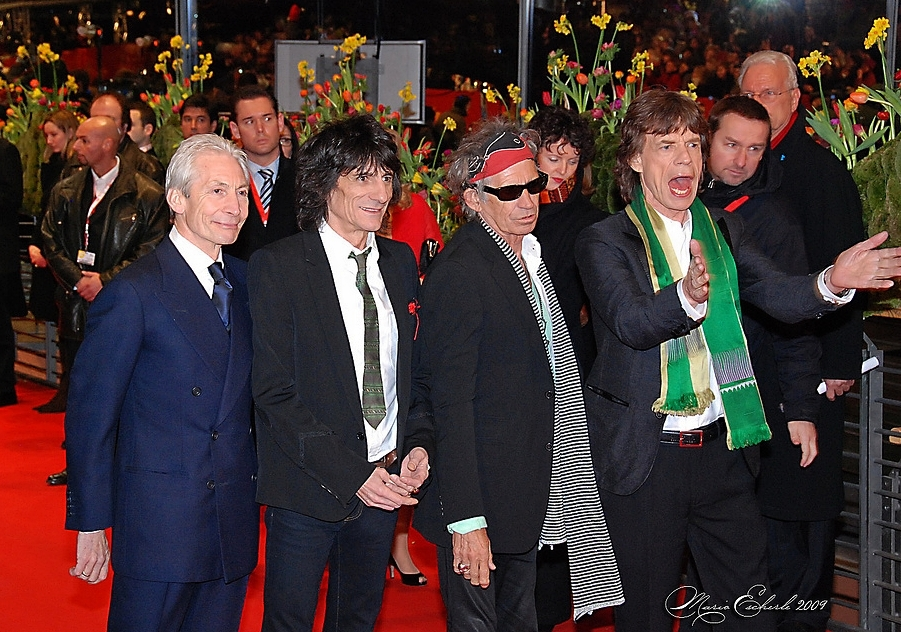
Charlie Watts, Ron Wood, Keith Richards und Mick Jagger auf dem roten Teppich der Berlinale 2008.

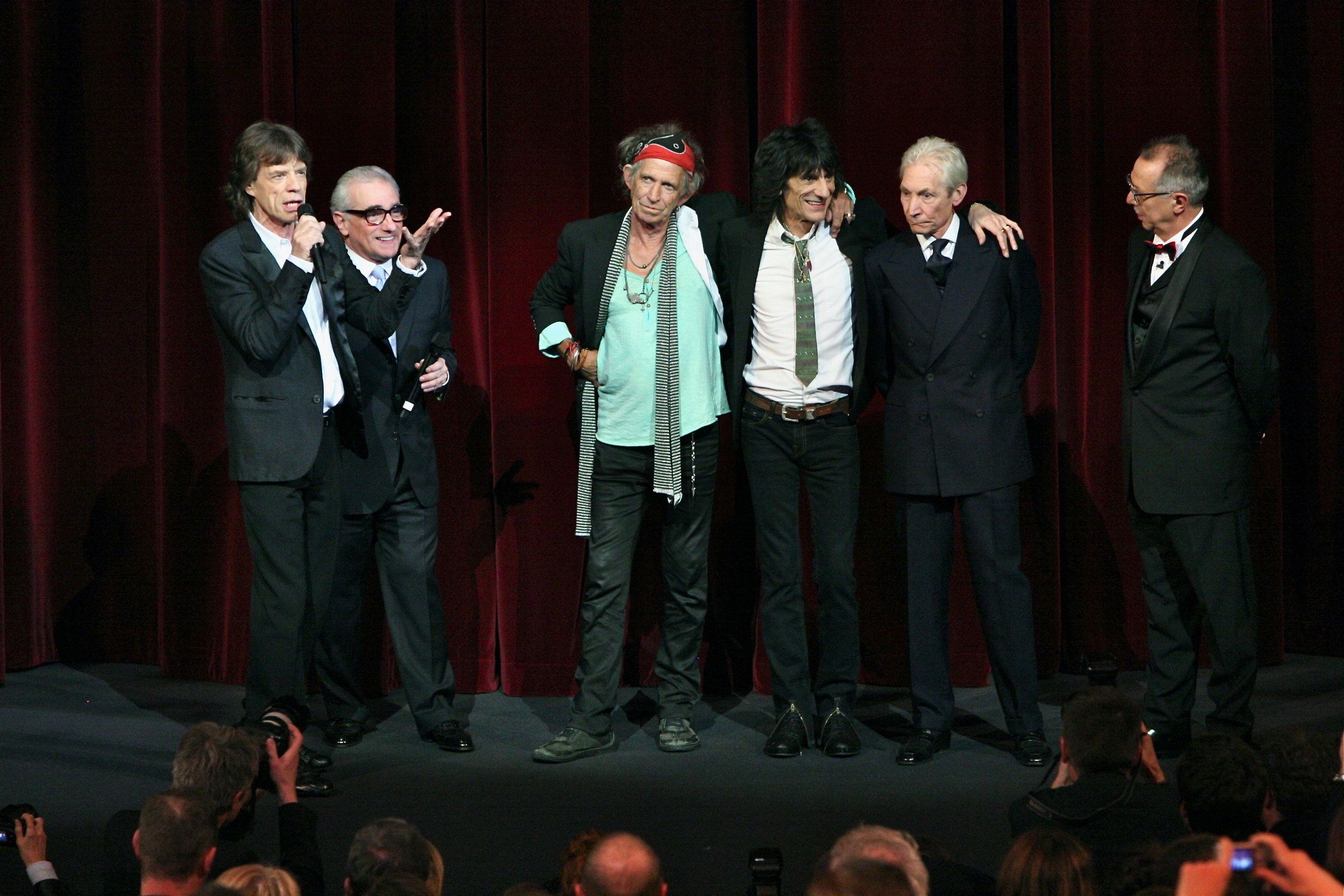
Die Rolling Stones, Martin Scorsese (2. v. l.) und Berlinale-Leiter Dieter Kosslick (r.) vor der Weltpremiere des Films.

Das Vertriebsrecht für Nordamerika erwarb Paramount Pictures, Fortissimo Films übernahm als Handelsvertreter den internationalen Verkauf.

### Weltpremiere
Am 7. Februar 2008 feierte Shine a Light als Eröffnungsfilm der 58. Internationalen Filmfestspiele Berlin seine Weltpremiere im Berlinale Palast – angekündigt als Konzertfilm und allererster Dokumentarfilm, der eine Berlinale einläuten werde.
Das Werk wurde außer Konkurrenz im Wettbewerb um die Filmpreise gezeigt. Die Rolling Stones und Martin Scorsese passierten den roten Teppich, nahmen an der Filmvorführung teil und gaben eine Pressekonferenz.

### Kino
Ursprünglich sollte der Konzertfilm schon im September 2007 in den Kinos anlaufen, der Termin wurde aber auf den 4. April 2008 verschoben. Als Grund gab Paramount an, die Rolling Stones hätten sonst wegen ihrer A-Bigger-Bang-Tournee, die am 26. August 2007 endete, nicht genügend Zeit für die Werbekampagne im Vorfeld des Filmstarts gehabt.
Am 4. April kam Shine a Light in den USA sowie unter anderem in Deutschland und Österreich ins Kino; in der deutschsprachigen Schweiz fiel der Starttermin auf den 17. April.
Den Verleih übernahmen die Firmen Kinowelt (Deutschland), Filmladen (Österreich) und Filmcoopi (Schweiz).
Die Vorführungen erfolgten in der englischen Originalfassung mit deutschen, in der deutschsprachigen Schweiz deutschen und französischen Untertiteln.
Der Film wurde auch im IMAX-Format gezeigt.

### DVD und Blu-ray
In den Vereinigten Staaten erschien der Film am 29. Juli 2008 auf DVD und Blu-ray-Disc von Paramount Home Entertainment im Handel.
Die Schweizer Firma Impuls Home Entertainment brachte den Film am 2. Oktober 2008 auf den Markt, das deutsche Unternehmen Kinowelt Home Entertainment am 17. Oktober unter seiner Marke Arthaus, jeweils ebenfalls als DVD und Blu-ray.
Als Zugabe enthalten die Scheiben die nicht in den Film übernommenen Darbietungen von
- Paint It Black
- Little T&A
- I’m Free
- Undercover of the Night

sowie einen etwa viertelstündigen Beitrag mit nicht verwendeten Aufnahmen aus dem Bereich hinter der Bühne und weiterem Archivmaterial.
Sehbehinderte und Blinde können den Film auf DVD auch mit Audiodeskription rezipieren. Die Bildbeschreibung wurde 2008 von der Deutschen Hörfilm gGmbH (DHG) produziert und 2009 für den deutschen Hörfilmpreis nominiert. Die bildbeschreibenden Texte werden von Uta Maria Torp und Thomas Holländer gesprochen.

### Fernsehen
Die Erstausstrahlung im deutschsprachigen Fernsehen erfolgte am 4. Oktober 2009 auf dem österreichischen Sender ORF 2 als Teil der dok.film-Sendereihe, mit der sich ORF 2 regelmäßig dem Dokumentarfilm widmet.
Im deutschen und Schweizer Fernsehen gab es Shine a Light erstmals am 10. Oktober 2009 im Rahmen der fünfteiligen Reihe Keep On Rocking auf 3sat zu sehen.

## Pressekritik
Die deutschen Rezensionen fielen durchwachsen aus.
Negativ wurde vor allem die Qualität von Shine a Light als Dokumentarfilm bewertet, war der Film im Vorfeld der Veröffentlichung doch zuweilen als solcher bezeichnet worden. Von dem Werk eines namhaften Regisseurs über eine namhafte Band hatten sich einige Kritiker diesbezüglich etwas anderes erhofft. Holger Kreitling von Die Welt beschrieb die hohen, seiner Meinung nach enttäuschten, Erwartungen mit: „Die Stones und Scorsese, das hat die Fallhöhe Shakespeare und Caravaggio.“
So fehlte Markus Zinsmaier von Zeit Online jenseits der Konzertaufnahmen ein Bestreben des Regisseurs, neue Erkenntnisse über die Rolling Stones zu vermitteln: „Was Scorsese dazu bewogen hat, sich der am meisten abgefilmten Band der Welt zu widmen, wird sein Geheimnis bleiben. Ein neuer Blick auf den Mythos der Rolling Stones ist ihm nicht gelungen. […] Herauskommt ein größtenteils perfekt orchestrierter Konzertfilm, der den bereits bekannten Bildern keine neuen hinzuzufügen versteht.“
Als Konzertfilm gefiel Shine a Light Michael Defrancesco von der Rhein-Zeitung dann auch sehr gut, als Dokumentarfilm fiel der Streifen für ihn aber ebenfalls durch: „Angekündigt wurde ‚Shine A Light‘ als Dokumentation über die Rolling Stones. Doch was Regisseur-Legende Martin Scorsese heute in die Kinos bringt, ist eine miserable Dokumentation geworden - brillant ist der Film hingegen als Konzertmitschnitt! […] ‚Shine A Light‘ ist keine Dokumentation. Kein Film, der hinter die Kulissen blickt, der den Stones nahekommt. Sollte das wirklich Scorseses Anspruch gewesen sein, so hat er sein eigenes Ziel meilenweit verfehlt.“
Weder als Konzert-, noch als Dokumentarfilm konnte Shine a Light Walter Gasperi von Kultur online überzeugen. Er kritisierte das zwischengeschnittene Archivmaterial als „insgesamt dürftiges Beiwerk“, das „nahezu keine Informationen über die Geschichte der Band“ vermittle, und empfand es sogar als störend. Denn dadurch sei „kein wirklich purer Konzertfilm […] und schon gar kein vielschichtiger Dokumentarfilm, der Hintergründe beleuchtet“ entstanden, sondern eine Art „Zwitter“. Shine a Light sei hauptsächlich für Fans interessant.
Silvia Hallenslebens vom Tagesspiegel diagnostizierte eine „unauffällig gefällige Anbiederung ans Geschehen“ anstelle der von ihr von einem Dokumentarfilm erwarteten „Spontaneität und Neugierde in der Begegnung zwischen Filmemacher und Sujet“ und meinte auch die Ursache hierfür zu erkennen: Shine a Light sei ein Produkt aus der „Vermarktungsmaschinerie der Stones, die in kalkuliertem Wechsel neu aufgemachtes Ton- und Bildmaterial auf den Markt wirft“, und in diesem Kontext habe der von der Band angeheuerte Scorsese wahrscheinlich wenig „zu sagen“ gehabt. Dies sah sie beispielsweise in der Anfangssequenz bestätigt: „Die ‚Making-of‘-Intro ist so am besten als Ablenkungsmanöver zu verstehen, das die gefühlte Ohnmacht [Scorseses] an Nebenfragen durchspielt.“ Shine a Light diene vor allem dazu, das lange Durchhaltevermögen der Band anzupreisen, worauf auch die „humoristisch montierten Interview-Stückchen“ abzielen würden. Scorsese gefalle sich zudem darin, auch sich selbst als noch tatkräftigen alternden Künstler zu inszenieren. Ästhetisch sei der Film daher eine „recht pompöse Promo in eigener Sache, die – als breit ausgestellter Leistungsbereitschaftsbeweis aller Beteiligten – auf Überwältigung durch technische Vollkommenheit setzt.“ Inhaltlich genüge er sich dann als „Familienfilm fürs Herz der arrivierten Generation Woodstock“.
Auch für Holger Kreitling stand der „Vermarktungswille“ bei Shine a Light im Vordergrund. Martin Scorsese fungiere „als zusätzliches, wenig einflussreiches Markenwertzeichen“ im Marketing-Konzept der Rolling Stones. Markus Zinsmaier fand, der Film leide darunter, dass Scorsese selbst ein Fan der Band sei.
Obwohl Shine a Light als Dokumentarfilm nicht überzeugen konnte, fanden die Rezensenten auch anerkennende Worte. So konnte Holger Kreitling dem Film trotz seiner Kritikpunkte Positives abgewinnen: „Man kann diese Bedenken aber auch einfach beiseite schieben und zuhören. Die Stones sind ein uralte Band, doch sie zeigen es nicht. Wenn man über die Falten hinweg sieht, leisten sie Beachtliches. Vergangenheit ist nur dazu da, in Gegenwart transferiert zu werden. Sie verwandeln in ‚Shine A Light‘ den Rock ’n’ Roll mit Leichtigkeit in Zeitgenossen-Pop.“
Andreas Platthaus von FAZ.net meinte: „Scorsese hat weder den eigenen Konzertfilm ‚Last Waltz‘ erreicht noch ‚Gimme Shelter‘. Aber er hat uns ein mitreißendes Stück Musikkino beschert“. Dabei sei alles „mit einer solchen Ironie in Szene gesetzt, dass ‚Shine a Light‘ selbst mitten im Konzert immer wieder zum Gelächter einlädt über diese vier Mittsechziger, denen ein weiterer Mittsechziger [Scorsese] dabei zusieht, wie sie sich den Spaß ihres Lebens machen“. Amüsiert zeigte er sich auch über die ersten zehn Minuten, in denen Scorsese sich am Humor Woody Allens zu versuchen scheine, wodurch Shine a Light so etwas wie die „erste Komödie über die Rolling Stones“ werde.
Walter Gasperi sah sich „in bester scorsesescher Manier“ unterhalten von „Dynamik und Nähe der Kamera“ sowie einem „rasanten Schnitt“ („Nicht in der ersten Reihe meint man hier zu stehen, sondern fühlt sich direkt auf die Bühne versetzt“) und fand Gefallen an der „grandiosen, am Computer simulierten Kamerafahrt vom Himmel zum Eingang des Beacon Theatres“.
Irritiert zeigten sich manche von der Anwesenheit der Clintons in Shine a Light. Musikkritiker Uwe Golz von Deutschlandradio Kultur glaubte darin politisch motivierte Aspekte zu entdecken. Er bewertete es als „aktive Wahlkampfunterstützung“ zugunsten von Hillary Clinton, dass ein Benefizkonzert der Rolling Stones für die Clinton-Stiftung zusammen mit Bildern des Ehepaares Clinton in einem Film dokumentiert wurde, der während der Präsidentschafts-Vorwahlen in den USA Weltpremiere feierte. „[E]s hätte nicht sein müssen, wenn es ein Stones-Film, einer [sic!] reiner Stones-Film ist.“ Auch Walter Gasperi wurde „das dumme Gefühl nicht los, dass sich der Filmregisseur hier als Wahlhelfer für Hillary Clinton betätigen will“.

## Soundtrack
Ab dem 1. April 2008 wurde der Original Soundtrack (O.S.T.) Shine a Light weltweit als Doppel-CD veröffentlicht und außerdem in einer limitierten Auflage auf USB-Stick inklusive Zusatzmaterial angeboten. Neben dem kompletten Livealbum sind die Musiktitel einzeln als MP3-Downloads erhältlich.
Die beiden CDs bieten die Tonaufzeichnungen sämtlicher im Film gezeigten Darbietungen sowie die nicht oder nur unvollständig darin eingeflossenen Mitschnitte von Paint It Black, Little T&A, I’m Free und Shine a Light nebst einer Einleitung von Martin Scorsese. Der USB-Stick hat Form und Aussehen des Zungen-Logos der Band und beinhaltet dieselben Titel und zusätzliche Dateien, darunter Fotos und die Setlists der beiden Konzerte.
In den Vereinigten Staaten kam außer der Doppel-CD, die dort als ‚Deluxe‘-Version verkauft wurde, eine sogenannte ‚Standard‘-Version, bestehend aus nur einer CD, auf den Markt. Sie enthält mit 16 Titeln und einer Spieldauer von 71 Minuten lediglich einen Teil der im Konzertfilm präsentierten Lieder.
Die japanische Doppel-CD bietet mit dem zusätzlichen Undercover of the Night noch ein Stück mehr, insgesamt 25 Titel.
Der Soundtrack erschien unter verschiedenen Labels der Universal Music Group, mit der die Rolling Stones einen zunächst auf dieses Album beschränkten Vertrag abgeschlossen hatten. Zu diesem Zeitpunkt standen sie bei EMI Music unter Vertrag, welcher jedoch wenig später auslief und von der Band zugunsten eines Abkommens mit Universal Music über zukünftige Erscheinungen nicht mehr verlängert wurde.
Die deutsche Veröffentlichung des Soundtracks erfolgte bei Polydor.
Das Album wurde von Mick Jagger und Keith Richards alias The Glimmer Twins und Koproduzent Bob Clearmountain produziert. Letzterer war auch für die Tonaufnahmen im Beacon Theatre zuständig und nahm die Abmischung in seinem eigenen Tonstudio Mix This! in Kalifornien und in den Townhouse Studios in London vor. Das Audio Mastering übernahm Stephen Marcussen von der kalifornischen Firma Marcussen Mastering. Die akustischen Nahaufnahmen der einzelnen Instrumente, die im Bildkontext des Films eingesetzt wurden, sind auf dem Album nicht vorhanden.
Titelliste (Komposition und Text: Mick Jagger und Keith Richards, Gesang: Mick Jagger; Abweichungen sind angegeben):
CD 1
1. Jumpin’ Jack Flash
2. Shattered
3. She Was Hot
4. All Down the Line
5. Loving Cup – mit Jack White III
6. As Tears Go By (Mick Jagger/Keith Richards/Andrew Loog Oldham)
7. Some Girls
8. Just My Imagination (Norman Whitfield/Barrett Strong)
9. Faraway Eyes
10. Champagne & Reefer (Muddy Waters) – mit Buddy Guy
11. Tumbling Dice
12. Band introductions
13. You Got the Silver – gesungen von Keith Richards
14. Connection – gesungen von Keith Richards

CD 2
1. Martin Scorsese Intro
2. Sympathy for the Devil
3. Live with Me – mit Christina Aguilera
4. Start Me Up
5. Brown Sugar
6. (I Can’t Get No) Satisfaction
7. Paint It Black
8. Little T&A
9. I’m Free
10. Shine a Light

Alle Titel von CD 1 und die Titel 1–6 von CD 2 wurden am 1. November 2006 aufgenommen, die Titel 7–10 von CD 2 am 29. Oktober 2006.
Undercover of the Night, das auf dem japanischen Album enthalten ist, spielte die Band am 29. Oktober.
Auf der amerikanischen ‚Standard‘-Version fehlen die Titel 2 und 11 von CD 1 und die Titel 1 und 6–10 von CD 2.

## Erstveröffentlichung der Lieder
Überblick über die Erstveröffentlichungen der im Film oder auf dem Soundtrack-Album gespielten Lieder auf Tonträgern der Rolling Stones (alphabetisch):
- All Down the Line: 1972, Album Exile on Main St.
- As Tears Go By (Mick Jagger/Keith Richards/Andrew Loog Oldham): 1965, Album December’s Children
- Brown Sugar: 1971, Single-Auskopplung vom Album Sticky Fingers
- Champagne & Reefer (Muddy Waters): 2008, Album Shine a Light
- Connection: 1967, Album Between the Buttons
- Far Away Eyes: 1978, B-Seite der Single-Auskopplung Miss You vom Album Some Girls
- I’m Free: 1965, Album Out of Our Heads
- Jumpin’ Jack Flash: 1968, Single
- Just My Imagination (Norman Whitfield/Barrett Strong): 1978, Album Some Girls
- Little T&A: 1981, Album Tattoo You
- Live with Me: 1969, Album Let It Bleed
- Loving Cup: 1972, Album Exile on Main St.
- Paint It Black: 1966, Single
- (I Can’t Get No) Satisfaction: 1965, Single
- Shattered: 1978, Album Some Girls
- She Was Hot: 1983, Album Undercover
- Shine a Light: 1972, Album Exile on Main St.
- Some Girls: 1978, Album Some Girls
- Start Me Up: 1981, Single-Auskopplung vom Album Tattoo You
- Sympathy for the Devil: 1968, Album Beggars Banquet
- Tumbling Dice: 1972, Single-Auskopplung vom Album Exile on Main St.
- Undercover of the Night: 1983, Single-Auskopplung vom Album Undercover
- Wild Horses: 1971, Album Sticky Fingers
- You Got the Silver: 1969, Album Let It Bleed

## Filmografische und diskografische Hinweise
- Scorsese, Martin [Regie]: Shine a Light. Leipzig: Kinowelt Home Entertainment / Arthaus 2008, DVD. EAN 4006680042626 (auch als Blu-ray, EAN 4006680045399).
- The Rolling Stones [Interpreten]: Shine a Light. o. O.: Universal Music 2008, 2 CDs. Polydor 1764747, EAN 0602517647473.